# Jätteproppen Orvar

Befolkningspyramid som visar antalet personer i vissa åldrar för 2016. 40-talisterna var runt 70 år gamla 2016, och kohorten syns i diagrammet.

Jätteproppen Orvar är en populär benämning på de svenska fyrtiotalisterna. 
Uttrycket härrör från 1984 och tillskrivs Expressen-journalisten Maria Hörnfeldt (född 1962). I TV-programmet Ärligt talat, där hon debatterade mot bland andra Göran Skytte och Jan Guillou (båda födda på 1940-talet), ansåg hon att den stora fyrtiotalistgenerationen hindrade sextiotalisterna från att ta sig in på arbetsmarknaden.

## Källhänvisningar
1. ↑  "»I dag är det vi som är jätteproppen Orvar«". Chef nr 2 2011. Läst 16 oktober 2014.